# Battaglione alpini "Trento"
Il Battaglione alpini "Trento" è stato un reparto dell'esercito italiano.

## Storia
Il battaglione alpini "Trento" fu costituito il 1º settembre 1920 su tre cp. 44, 45 e 47 (appartenenti al preesistente Morbegno) e inquadrato alle dipendenze del 5º Reggimento alpini. Il 31 maggio 1921 venne ricostituito il Btg. alp. "Val d'Adige" con le compagnie del disciolto btg Sette Comuni. Il 1º luglio assunse la denominazione di btg. alp. Trento con le compagnie 94ª, 144ª, e 145ª, e l'esistente Trento ritornò alla denominazione di Morbegno. I due battaglioni furono inquadrati nel 6º reggimento alpini. Il Trento, nel 1935, fu inquadrato nell'11º Reggimento alpini, nella Divisione 
Pusteria, e prese parte alle operazioni in A.O.I. con le compagnie 92ª, 94ª, 144ª e 145ª. Nel 1940 partecipò sempre con l'11º Reggimento alpini alle campagne di Francia, Albania, Grecia e Jugoslavia. In seguito, nel 1942, fu trasferito in Francia nella zona di Grenoble fino all'armistizio dell'8 settembre 1943.
Nel dopoguerra riprese vita nel febbraio 1946 per cambio di denominazione del 508º battaglione Guardie, assegnato al 4º Reggimento alpini, mutato il 15 aprile in 6º Reggimento alpini. Il battaglione, dotato di nappina rossa, era così composto:
- plotone comando (dal 31 luglio 1946 compagnia comando)
- 94ª Compagnia (la Coppa, la Tenace, l'Invicta)
- 128ª Compagnia armi accompagnamento, dal 1/6/1950 compagnia mortai (la Tonante)
- 144ª Compagnia  (la Bandera)
- 145ª Compagnia  (la Terribile)

con sede a Monguelfo Caserma Cesare Battisti.
Nel 1975, sciolto il 6º reggimento, fu posto alle dirette dipendenze della brigata alpina "Tridentina".
Dal 1986 al 1990 ha inquadrato la 353ª compagnia reclute già del battaglione alpini d'arresto "Val Brenta".
L'8 agosto 1992 venne incorporato nel ricostituito 11º Reggimento alpini, a Brunico.
Il battaglione alpini Trento venne sciolto il 18 marzo 2002, unitamente all'11º Reggimento alpini.
Festa di corpo il 15 febbraio, commemorazione della battaglia di Amba Aradam, 1936. Motto: Audacemente ascendere

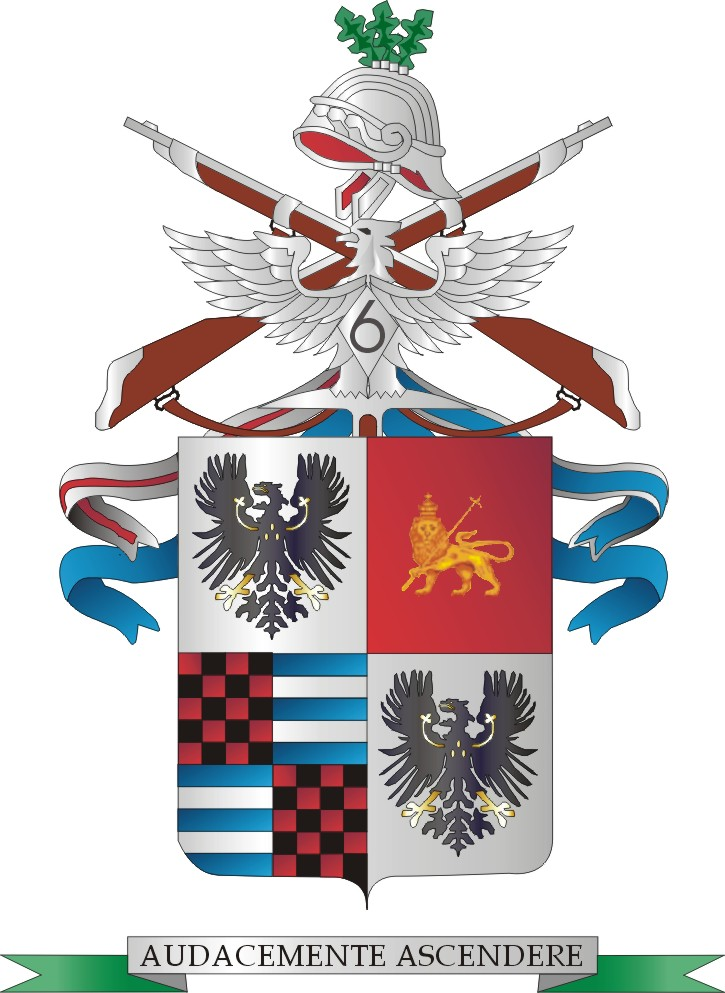
Stemma araldico del battaglione "Trento"

## Stemma araldico
Inquartato. Al primo ed al quarto d'argento, all'aquila di San Venceslao ad ali spiegate di nero, rostrata, membrata, armata e munita sulle ali di due gambi trifogliati d'oro, linguata e contornata da 420 fiammelle di rosso (Trento); al secondo di rosso al leone etiope passante coronato da corona cimata da croce reggente con la zampa anteriore destra una croce copta, il tutto d'oro; al terzo inquartato, nel primo e nel quarto scaccato di rosso e di nero (d'Albania), nel secondo e nel terzo d'azzurro a due fasce d'argento (Grecia).
I nastri azzurri rappresentano le due Medaglie d'Argento e le due Medaglie di Bronzo al Valor Militare. Alla punta dello scudo è accollata, pendente al centro del nastro, l'insegna dell'Ordine militare d'Italia. Sotto allo stemma, su lista bifida d'oro svolazzante, è riportato il motto "Audacemente ascendere".

## Caserma "Cesare Battisti"

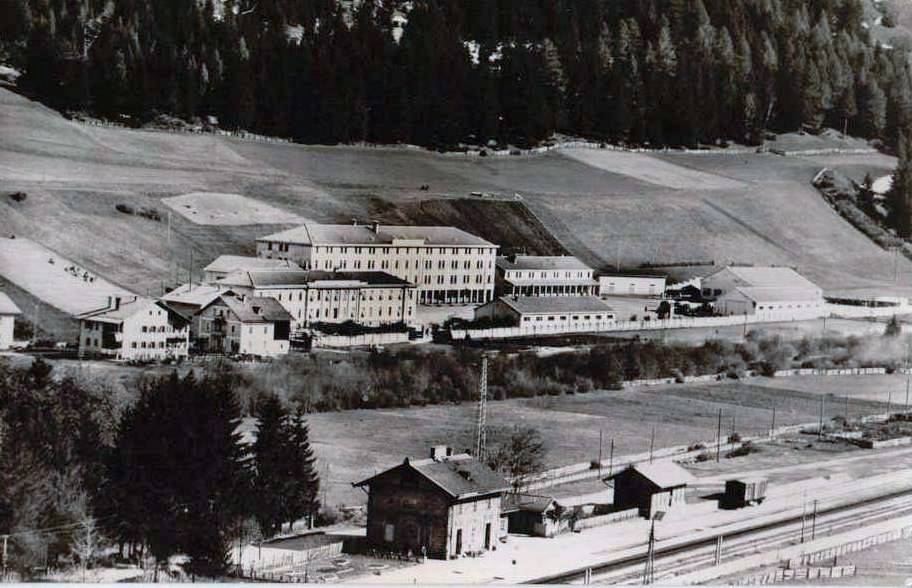
La caserma "Cesare Battisti" di Monguelfo

La caserma "Cesare Battisti" di Monguelfo ospitava il battaglione "Trento".
Sull'area, che occupava una superficie di circa 20.000 m², si trovavano 21 edifici (sede del comando, caserma, mensa, magazzini, poligono di tiro, stalle, garage, ecc.), con un volume fuori terra di 62.000 m³
Dopo la sua dismissione, gli edifici ormai vuoti furono utilizzati per un breve periodo nel 1991 come ricovero temporaneo per 200 cittadini albanesi, durante la crisi in Jugoslavia. Nel 1999 lo Stato cedette l'intera area alla Provincia autonoma di Bolzano. Tra il 2005 ed il 2006 la caserma è stata completamente rasa al suolo.